# Gyeran-mari
Gyeran-mari (계란말이) hoặc trứng tráng trong ẩm thực Hàn Quốc là một món banchan thơm ngon (món ăn phụ) được làm từ trứng đánh trộn với một số thành phần thái nhỏ. thành phần thường gặp bao gồm các loại rau (hành tây, cà rốt, bí xanh Hàn Quốc, hành lá, hẹ), nấm, thịt chế biến (giăm bông, thịt xông khói, thanh cua, cá ngừ đóng hộp), muối hoặc hải sản muối (trứng cá minh thái muối, muối tôm) và phô mai. Món này, gim (rong biển) được gấp lại bằng món trứng tráng. Khi ăn, món trứng tráng được cắt thành cuộn dài chừng 2 – 3 cm. Nó cũng là một món nhắm với rượu phổ biến thường thấy tại các quầy hàng ăn trên đường phố.

## Ảnh

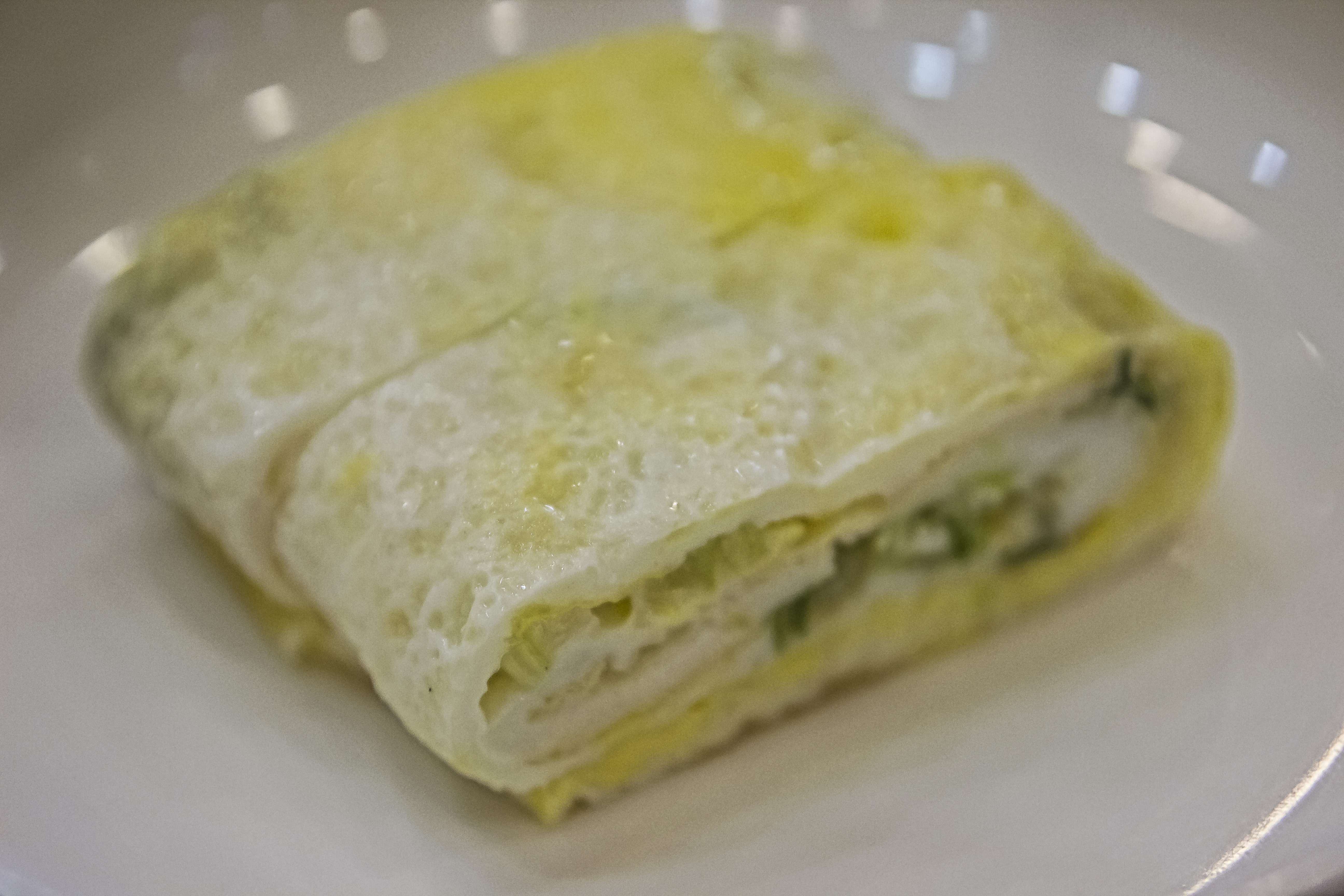
Gyeran-mari (trứng tráng cuộn)
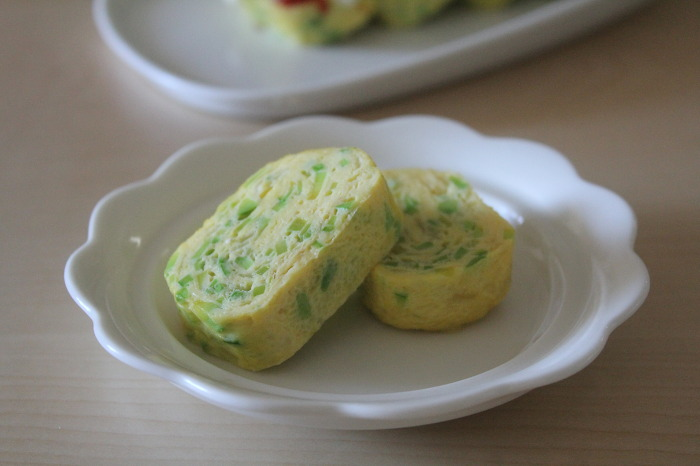
Aehobak-gyeran-mari (trứng tráng với aehobak)
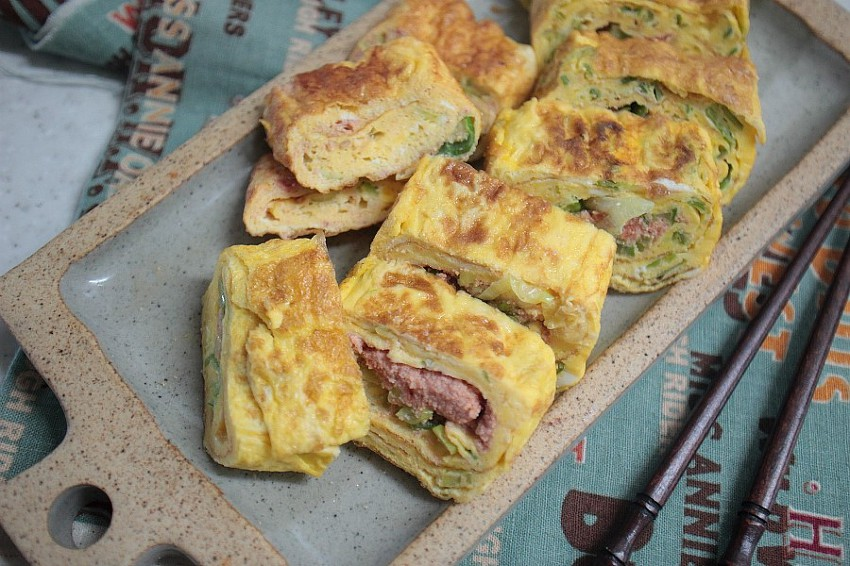
Myeongnan-jeot-gyeran-mari (trứng tráng cuộn với trứng cá minh thái muối)